# ヤン・クレンツ
ヤン・クレンツ（ポーランド語: Jan Krenz, 1926年7月14日 - 2020年9月15日）は、ポーランドの指揮者、作曲家。

## 経歴
1926年、ヴウォツワヴェク生まれ。ワルシャワ音楽院で学び、1946年にポズナニ・フィルハーモニー管弦楽団を指揮してデビューを飾った。1949年に結成されたグループ49メンバーの一人。
1953年から1967年までポーランド放送交響楽団の首席指揮者を務めた後、ワルシャワ国立歌劇場の音楽監督を務め、1979年から1982年までボン市の音楽監督も歴任。
ポーランド放送交響楽団時代の1963年に、手兵と初来日を果たし、その後度々来日して読売日本交響楽団、札幌交響楽団を指揮している。ただ1973年に予定されていたドレスデン国立歌劇場管弦楽団との日本公演は急病によりキャンセルされ、代役となったヘルベルト・ブロムシュテットの日本デビューとなった。

## 主要作品
クレンツは作曲家としても活動を継続していた。
- 1. Streichquartett (1943)
- Triptychon für Stimme und Klavier (1946)
- 1. Symphonie (1947–49)
- Klassische Serenade für kleines Orchester (1950)
- Zwei Volksweisen für a cappella Chor (1950)
- Quartett für Flöte, Oboe, Klarinette und Fagott (1950)
- Symphonischer Tanz für Orchester (1951)
- Ländliche Serenade für kleines Orchester (1951)
- Rhapsodie für Streichorchester, Xylophon, Tam-Tam, Pauken und Celesta (1952)
- Concertino für Klavier und kleines Orchester (1952)
- Musica per clarinetto solo (1958)
- Capriccio für 24 Instrumente (1961–62)
- Messa breve per coro e campane (1982)
- Masken – symphonisches Triptychon für Orchester (1982–85)
- Musica da camera (Quartetto No. 3) per quartetto d’archi (1983)
- Sonatina per due violini soli (1986)
- Epitaphion für Orchester (1989–90)
- 2. Symphonie (quasi una fantasia) (1989–92)
- Sinfonietta per fiati (1994–95)
- Impromptu pour violoncelle (1997)
- Tristan in memoriam. Postludium per quartetto d’archi (1997)
- Aria und Perpetuum Mobile für Orchester (2004)
- Ouvertüre für symphonisches Orchester (2005)
- Requiem für Bariton solo, gemischten Chor und Orchester (2007)

映画音楽も手がけており、中でもアンジェイ・ワイダ監督の初期の代表作品「地下水道」の音楽では十二音技法を用いた。

## 編曲作品
- シマノフスキの「仮面劇」のオーケストラ編曲[5]